# Oligia indirecta
Oligia indirecta är en fjärilsart som beskrevs av Augustus Radcliffe Grote 1875. Oligia indirecta ingår i släktet Oligia och familjen nattflyn. Inga underarter finns listade i Catalogue of Life.